# Simon Pellaud
Simon Pellaud (Martigny, 6 de noviembre de 1992) es un ciclista suizo que compite en las filas del conjunto Li Ning Star.

## Trayectoria
Debutó en 2012 con el equipo Atlas Personal-Jakroo y en la temporada 2015 corrió con el equipo IAM Cycling tras haber sido ya stagiaire la temporada 2014 en este mismo conjunto.

## Palmarés
2016
- 3.º en el Campeonato de Suiza Contrarreloj

2017
- 1 etapa del Tour de Ruanda

2018
- 1 etapa del Tour de Hainan[4]

2019
- 1 etapa del Tour de Loir-et-Cher
- Flecha de las Ardenas[5]
- Tour de la Mirabelle
- 2.º en el Campeonato de Suiza en Ruta

2020
- 3.º en el Campeonato de Suiza en Ruta

2021
- 1 etapa de la Vuelta al Táchira
- 2.º en el Campeonato de Suiza en Ruta

2023
- Tour de Bretaña
- 3.º en el Campeonato de Suiza en Ruta

2024
- 2.º en el Campeonato de Suiza en Ruta

2025
- 1 etapa del Tour de Tailandia

## Resultados en Grandes Vueltas y Campeonatos del Mundo
| Carrera         | Carrera         | 2015  | 2016  | 2017 | 2018 | 2019 | 2020 | 2021 | 2022 | 2023 | 2024 |
| --------------- | --------------- | ----- | ----- | ---- | ---- | ---- | ---- | ---- | ---- | ---- | ---- |
|                 | Giro de Italia  | —     | —     | —    | —    | —    | 71.º | 69.º | —    | —    | —    |
|                 | Tour de Francia | —     | —     | —    | —    | —    | —    | —    | —    | —    | —    |
|                 | Vuelta a España | 119.º | 105.º | —    | —    | —    | —    | —    | —    | —    | —    |
| Mundial en Ruta | Mundial en Ruta | —     | —     | —    | —    | —    | Ab.  | —    | 88.º | —    | —    |

—: no participa

Ab.: abandono